# Anthems of Rebellion
Anthems of Rebellion è il quinto album in studio del gruppo musicale svedese Arch Enemy, pubblicato nel 2003 dalla Century Media Records.

## Tracce
1. "Tear Down the Walls (Intro)" – 0:32
2. "Silent Wars" – 4:15
3. "We Will Rise" – 4:07
4. "Dead Eyes See No Future" – 4:14
5. "Instinct" – 3:37
6. "Leader of the Rats" – 4:21
7. "Exist to Exit" – 5:22
8. "Marching on a Dead End Road" – 1:17
9. "Despicable Heroes" – 2:12
10. "End of the Line" – 3:36
11. "Dehumanization" – 4:15
12. "Anthem" – 0:57
13. "Saints and Sinners" – 4:41

## Formazione
- Angela Gossow – voce
- Michael Amott – chitarra ritmica e solista, voce (tracce 10 e 11)
- Christopher Amott – chitarra ritmica e solista
- Sharlee D'Angelo – basso
- Daniel Erlandsson – batteria